# Xu Haofeng
Xu Haofeng (徐浩峰S, Xú HàofēngP; Chengdu, 27 gennaio 1999) è un calciatore cinese, difensore dell'Henan e della nazionale cinese.

## Carriera

### Nazionale
Nel 2024 è stato convocato per la Coppa d'Asia.

## Statistiche

### Cronologia presenze e reti in nazionale
| Cronologia completa delle presenze e delle reti in nazionale ― Cina | Cronologia completa delle presenze e delle reti in nazionale ― Cina | Cronologia completa delle presenze e delle reti in nazionale ― Cina | Cronologia completa delle presenze e delle reti in nazionale ― Cina | Cronologia completa delle presenze e delle reti in nazionale ― Cina | Cronologia completa delle presenze e delle reti in nazionale ― Cina | Cronologia completa delle presenze e delle reti in nazionale ― Cina | Cronologia completa delle presenze e delle reti in nazionale ― Cina |
| Data                                                                | Città                                                               | In casa                                                             | Risultato                                                           | Ospiti                                                              | Competizione                                                        | Reti                                                                | Note                                                                |
| ------------------------------------------------------------------- | ------------------------------------------------------------------- | ------------------------------------------------------------------- | ------------------------------------------------------------------- | ------------------------------------------------------------------- | ------------------------------------------------------------------- | ------------------------------------------------------------------- | ------------------------------------------------------------------- |
| 20-7-2022                                                           | Toyota                                                              | Cina                                                                | 0 – 3                                                               | Corea del Sud                                                       | EAFF E-1 Football Championship 2022 - 3º turno                      | -                                                                   | 62’                                                                 |
| 24-7-2022                                                           | Toyota                                                              | Cina                                                                | 0 – 0                                                               | Giappone                                                            | EAFF E-1 Football Championship 2022 - 3º turno                      | -                                                                   | 55’                                                                 |
| 27-7-2022                                                           | Toyota                                                              | Cina                                                                | 1 – 0                                                               | Hong Kong                                                           | EAFF E-1 Football Championship 2022 - 3º turno                      | -                                                                   | 45’                                                                 |
| 1-1-2024                                                            | Abu Dhabi                                                           | Cina                                                                | 1 – 2                                                               | Hong Kong                                                           | Amichevole                                                          | -                                                                   |                                                                     |
| Totale                                                              |                                                                     | Presenze                                                            | 4                                                                   |                                                                     | Reti                                                                | 0                                                                   |                                                                     |